# بوگوخان
بوگوخان (پادشاهی ۷۶۰-درگذشت ۷۸۰) پادشاه اویغورها و پشتیبان آیین مانوی بود.
وی نخستین بار در سال ۷۶۲ لویانگِ چین با آیین مانی آشنا شد و به این دین گروید و از این پس به فرمان او مانویگری کیش رسمی اویغورها شد و تا سده سیزده (میلادی) نیز در پادشاهی کوچک خوچو این دین نزد اینان به جا ماند.
در اثرهای به جا مانده از مانویان بوگوخان بسیار بزرگ داشته شده‌است. وی را فرزند مانی خواندند و در نیایش‌هایشان وی را دارای نیروی مینوی و جهانی و شایسته این نیرو دانسته‌اند.